# Buffoluto (trasporto)
La Buffoluto è stata una nave trasporto munizioni e posamine della Regia Marina.

## Storia
Costruita presso i cantieri del Muggiano a La Spezia, la nave entrò in servizio nel 1924. Prese il nome dalla località di Buffoluto, una frazione di Taranto sede di una delle più importanti polveriere della Regia Marina.
Utilizzabile come posamine oltre che come trasporto munizioni, l'unità conobbe impiego soprattutto all'inizio della seconda guerra mondiale, all'inizio della quale aveva base a Napoli. Dal 6 giugno al 10 luglio 1940 il Buffoluto posò campi minati difensivi (con mine tipo «Elia» e «Bollo») tra Capo Circeo e l'isola di Zannone, all'imboccatura del Golfo di Napoli, nel canale tra Ischia e Procida e nello stretto di Capri.

Il relitto del Buffoluto semiaffondato nella prima darsena del porto di La Spezia, nella primavera 1945. Sul fumaiolo si può notare un sistema di raffreddamento per eliminare le scintille, che avrebbero altrimenti reso la nave più visibile di notte, quando era principalmente impiegata.

Il Buffoluto venne nuovamente utilizzato come posamine nel corso del 1943, nell'ambito della posa di sbarramenti di mine che avrebbero dovuto contrastare eventuali sbarchi da parte delle forze anglo-americane sulle coste italiane. Il 23 marzo 1943, infatti, l'unità effettuò la posa di un primo campo minato nelle acque di Alghero.
Seguì, il 20 giugno dello stesso anno, una nuova missione del genere: in questa occasione il campo minato venne posato tra le isole di Corfù e di Paxò (Grecia occidentale).
Il 3 settembre 1943, infine, il Buffoluto posò un nuovo campo minato nel Golfo di Ajaccio.

L'annuncio dell'armistizio sorprese la nave nell'Arsenale di La Spezia, dove stava effettuando lavori di manutenzione ai bruciatori delle caldaie. Eccetto le riserve per il proprio armamento, il Buffoluto non imbarcava munizioni. La sera dell'8 settembre 1943 il comandante della nave, tenente di vascello di complemento Matteo Mori, ordinò l'accensione delle caldaie. Alle otto del mattino seguente il comandante in seconda dell'Arsenale ordinò al comandante Mori di salpare od autoaffondarsi; la nave lasciò l'Arsenale ed alle 9.40 era già uscita dalla rada della Spezia. Non vi era stato tempo di fare rifornimento di carbone ed acqua, dunque il comandante decise di fare tappa a Portoferraio per rifornirsi, tenendosi sempre nei pressi della costa (data infatti la precaria condizione dei bruciatori, il rischio era che la nave fosse costretta a fermarsi, quindi si decise di tenersi nei pressi della riva per potersi ormeggiare con maggiore facilità). Intorno alle tre del pomeriggio del 9 settembre, mentre il Buffoluto si apprestava a transitare tra la riva e le secche della Meloria, vennero avvistate due unità che provenivano da sud con rotta opposta; alle 15.30 tali imbarcazioni effettuarono delle chiamate mediante i proiettori e la nave italiana (che si trovava in quel momento tra la Meloria ed il porto di Livorno) segnalò la sua identità mediante segnalazioni con bandiere. 

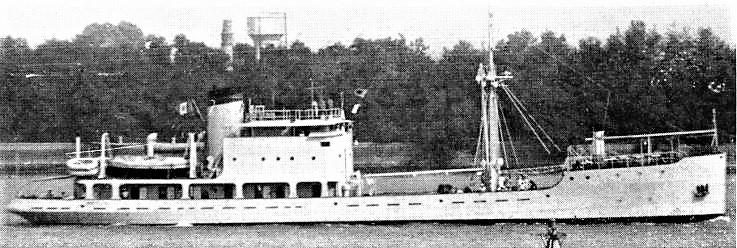
La Buffoluto nel 1969, dopo la ricostruzione come nave servizio fari.

Come risposta le navi sconosciute, che erano i grossi posamine tedeschi Pommern e Brandeburg provenienti da Livorno, aprirono il fuoco: il Buffoluto reagì con i due cannoni e con le mitragliere, ma venne ripetutamente colpito: un primo colpo caduto a bordo falciò i serventi del cannone di prua, ed altri danneggiarono seriamente tutta la parte prodiera; un altro proiettile scoppiò sul ponte di comando ferendo il comandante Mori ed il timoniere, e ponendo fuori uso i collegamenti tra la ruota del timone ed il timone stesso, che si trovava tutto a sinistra (rendendo così la nave ingovernabile). Mentre si tentava di azionare il sistema di governo ausiliario, la nave, manovrando con le macchine, tentò di portarsi all'incaglio, ma il Pommern ed il Brandeburg, portatisi ormai vicinissimi, continuarono il fuoco, supportati anche dal tiro delle mitragliere tedesche postate sulle banchine del porto di Livorno: il cannone poppiero e le mitragliere del Buffoluto vennero poste fuori uso, un altro proiettile buttò in mare il comandante in seconda (sottotenente di vascello Benvenuti) ed alcuni marinai. A quel punto la nave incendiata e crivellata di colpi venne abbordata da un motoscafo carico di militari tedeschi: il comandante Mori decise per la resa e, mentre i numerosi feriti gravi venivano trasbordati sull'imbarcazione tedesca, i soldati germanici, armi alla mano, presero possesso della malridotta unità, che, sotto la scorta di due motopescherecci, venne portata ad ormeggiarsi nel porto di Livorno. 

La Buffoluto nel 1978, in attesa della demolizione.

Due lance a remi mandante dall'Accademia Navale di Livorno recuperarono gli uomini caduti in mare, tra cui il sottotenente di vascello Benvenuti; il comandante Mori, dopo aver distrutto i documenti segreti e distribuito i soldi all'equipaggio, riuscì a sfuggire alla cattura, andando quindi nell'ospedale della città toscana.
Il relitto del Buffoluto venne trasferito dai tedeschi a La Spezia, ma non venne riparato; il 19 aprile 1945, prima della resa, le truppe tedesche provvidero all'autoaffondamento dell'unità. La nave si posò su bassifondali, fortemente sbandata sulla dritta, lasciando emergere le sovrastrutture.
Rimessa a galla nel 1947, la nave venne radicalmente ricostruita (le modifiche comportarono, tra l'altro, una totale ricostruzione delle sovrastrutture e la conversione dell'alimentazione dell'apparato motore da carbone a nafta) e tornò in servizio il 7 marzo 1948, trasformata in nave servizio fari e successivamente dotata, con l'ingresso dell'Italia nella NATO, della matricola A 5327.
Disarmata nel 1971, l'anziana unità venne radiata il 24 gennaio 1973 ed avviata alla demolizione successivamente al 1978.